# Tensoren in de algemene relativiteitstheorie
Tensoren zijn de centrale objecten in de algemene relativiteitstheorie. De wiskundige definitie van het begrip tensor is uiteraard belangrijk, maar niet strikt nodig voor het concrete gebruik in de relativiteitstheorie. Dit artikel beschrijft dus de meer natuurkundige (minder exacte) benadering van het begrip.

## Algemene relativiteitstheorie
Het doel van de algemene relativiteitstheorie is gravitatie te beschrijven op een manier die niet afhangt van het gekozen assenstelsel. Meer precies: deze theorie is diffeomorfisme-invariant: de dynamica verandert niet indien men nieuwe coördinaten kiest. Deze eis legt eigenlijk al heel veel beperkingen op aan de theorie. Elk object dat men wil beschrijven moet immers op de juiste wijze transformeren bij een coördinatentransformatie. Het is precies die eigenschap die tensoren speciaal maakt. Elke grootheid die optreedt in de basisvergelijking van de relativiteitstheorie (de einstein-vergelijking) is een tensor. Dit garandeert dus vanzelf dat de dynamica die volgt uit de vergelijking, niet afhangt van het assenstelsel waarin men werkt.

## Tensoren
De meest elementaire tensoren zijn viervectoren. Dit zijn objecten met vier componenten. Stel dat men zo een vector {\displaystyle A^{\mu }} heeft, waar {\displaystyle \mu } dus van nul tot drie gaat {\displaystyle A^{\mu }=(A^{0},A^{1},A^{2},A^{3})}. Gegeven dat men de vier componenten kent in een bepaald assenstelsel met coördinaten {\displaystyle x^{\mu }}, hoe ziet hetzelfde object   {\displaystyle A} er dan uit in een ander stelsel met nieuwe coördinaten {\displaystyle {\hat {x}}^{\nu }(x^{\mu })}? Indien {\displaystyle A} transformeert als
{\displaystyle {\hat {A}}^{\mu }=\sum _{\nu =0}^{3}{\frac {d{\hat {x}}^{\mu }(x^{\nu })}{dx^{\nu }}}A^{\nu }}
zeggen we dat {\displaystyle A} een contravariante vector is. Het linkerlid in bovenstaande vergelijking stelt de componenten van {\displaystyle A} voor, zoals waargenomen in het {\displaystyle {\hat {x}}^{\mu }}-assenstelsel. Met de Einstein-sommatieconventie kunnen we bovenstaande vergelijking bondiger schrijven als
{\displaystyle {\hat {A}}^{\mu }={\frac {d{\hat {x}}^{\mu }}{dx^{\nu }}}A^{\nu }}.
Er bestaan ook covariante tensoren. Deze worden met een lage index (zoals bijvoorbeeld {\displaystyle A_{\mu }}) genoteerd, en transformeren als
{\displaystyle {\hat {A}}_{\mu }={\frac {dx^{\nu }}{d{\hat {x}}^{\mu }}}A_{\nu }}.
Men kan ook tensoren maken met meerdere indices. Een tensor {\displaystyle T^{\mu \nu }} met twee indices kan men bijvoorbeeld voorstellen als een matrix, waarvan één index de rijen, en de andere de kolommen aanduidt. Een tensor met meer dan twee indices is dus een soort veralgemening van een matrix: een verzameling getallen die geordend zijn op basis van verscheidene indices. De transformatieregels van een algemene tensor zijn als volgt. Elke index is of co- of contravariant, en transformeert dus op een van de twee bovenstaande manieren. Neem bijvoorbeeld een tensor met {\displaystyle n} covariante en {\displaystyle m} contravariante indices: {\displaystyle T_{a_{1},...,a_{n}}{}^{b_{1},...b_{m}}}. Indien men overgaat naar een ander assenstelsel, transformeert deze tensor als volgt:
{\displaystyle {\hat {T}}_{c_{1},...,c_{n}}{}^{d_{1},...d_{m}}={\frac {dx^{a_{1}}}{d{\hat {x}}^{c_{1}}}}...{\frac {dx^{a_{n}}}{d{\hat {x}}^{c_{n}}}}...{\frac {d{\hat {x}}^{d_{1}}}{dx^{b_{1}}}}{\frac {d{\hat {x}}^{d_{m}}}{dx^{b_{m}}}}T_{a_{1},...,a_{n}}{}^{b_{1},...b_{m}}}

## Bewerkingen met indices
Een belangrijke tensor in de relativiteitstheorie is de metrische tensor (ook metriek genoemd) {\displaystyle g_{\mu \nu }}. Deze heeft twee covariante indices, en definieert een notie van afstand, net zoals de minkowskitensor in de speciale relativiteitstheorie:
{\displaystyle ds^{2}=g_{\mu \nu }dx^{\mu }dx^{\nu }}.
De kwadraatnotatie laat zien dat de dimensie die van een lengte in het kwadraat is, maar {\displaystyle ds^{2}}, dat negatief kan zijn, moet verder gezien worden als een symbool, niet als kwadraat van een grootheid met als waarde een reëel of imaginair getal.
Er is ook een contravariante versie van de metriek: {\displaystyle g^{\mu \nu }}, die gedefinieerd is als de inverse van de metriek, indien men deze beschouwt als matrix. Meer precies:
{\displaystyle g^{\mu \nu }g_{\nu \alpha }=\delta _{\alpha }^{\mu }}
Hierin is het matrixproduct impliciet verwezenlijkt door de sommatie over {\displaystyle \nu }, en het rechterlid, kroneckerdelta, representeert de eenheidsmatrix.
Deze twee versies van de metriek maken het mogelijk een covariante vector om te zetten naar een contravariante, en andersom. Voor een contravariante vector {\displaystyle A^{\nu }} is zijn covariante versie {\displaystyle A_{\mu }} gedefinieerd als volgt:
{\displaystyle A_{\mu }=g_{\mu \nu }A^{\nu }}
Indien men de metriek als matrix beschouwt, kan men het rechterlid van deze vergelijking zien als het loslaten van een matrix op een kolomvector. Geheel analoog kan men van een covariante vector {\displaystyle B_{\nu }} zijn contravariante  wederhelft {\displaystyle B^{\mu }} construeren, als volgt:
{\displaystyle B^{\mu }=g^{\mu \nu }B_{\nu }}
Voor tensoren met meer dan één index kan men precies hetzelfde doen: elke index kan omhoog/omlaag gebracht worden met behulp van de gepaste versie van de metriek. We kunnen bijvoorbeeld van de tensor {\displaystyle T} hoger omzetten naar een object met {\displaystyle n+1} covariante en {\displaystyle m-1} contravariante indices, als volgt:
{\displaystyle T_{a_{1},...,a_{n},a_{n+1}}{}^{b_{2}...b_{m}}=g_{a_{n+1}b_{1}}T_{a_{1},...,a_{n}}{}^{b_{1},...b_{m}}}
Een andere veel gebruikte bewerking op tensoren is de zogeheten contractie. Dit wil zeggen dat men bij een tensor het spoor neemt ten opzichte van een co- en een contravariante index. Concreet sommeert men over de diagonale componenten van twee indices:
{\displaystyle {\tilde {T}}_{a_{1},...,a_{n-1}}{}^{b_{2}...b_{m}}=T_{a_{1},...,a_{n-1},\nu }{}^{\nu ,b_{2}...b_{m}}}
In het rechterlid is (wederom) sommatie over {\displaystyle \nu } verondersteld. Men kan nagaan dat deze bewerking wel degelijk een tensor ({\displaystyle {\tilde {T}}} ) oplevert, zij het dan met twee indices minder. Buiten de drie bovenstaande voorbeelden, zijn er nog bewerkingen die men kan uitvoeren om nieuwe tensoren te bouwen uit andere. Het is eenvoudig om de volgende eigenschappen na te gaan:
- Het product van twee tensoren is weer een tensor.
- De som van twee tensoren van hetzelfde type is weer een tensor.
- Een veelvoud van een tensor is weer een tensor.
- Het symmetrische deel van een tensor is weer een tensor.
- Het antisymmetrische deel van een tensor is weer een tensor.

## Afgeleide
Ook de afgeleide-operator is een tensor. Omdat geldt dat
{\displaystyle {\frac {\partial }{\partial x^{\mu }}}={\frac {\partial {\hat {x}}^{\nu }}{\partial x^{\mu }}}{\frac {\partial }{\partial {\hat {x}}^{\nu }}}}
is het duidelijk dat de partiële afgeleide een covariante vector is. Het toepassen van zulk een object op een tensor is echter niet hetzelfde als gewone vermenigvuldiging van tensoren. Het object dat men zo verkrijgt is dus typisch geen tensor meer. Indien men dus de afgeleide van een tensor wil nemen, op een manier dat het resultaat wederom een tensor is, moet men de covariante afgeleide invoeren. Deze is gedefinieerd als
{\displaystyle \nabla _{\mu }A^{\nu }=\partial _{\mu }A^{\nu }+\Gamma _{\mu \rho }^{\nu }A^{\rho }}
voor een contravariante index, en als
{\displaystyle \nabla _{\mu }A_{\nu }=\partial _{\mu }A_{\nu }-\Gamma _{\mu \nu }^{\rho }A_{\rho }}
voor een covariante index. In deze uitdrukkingen, zijn {\displaystyle \Gamma } de christoffelsymbolen, gedefinieerd in termen van de metriek als volgt:
{\displaystyle \Gamma _{\beta \gamma }^{\alpha }={\frac {1}{2}}g^{\alpha \epsilon }(\partial _{\gamma }g_{\beta \epsilon }+\partial _{\beta }g_{\gamma \epsilon }-\partial _{\epsilon }g_{\beta \gamma })}.
Indien men de covariante afgeleide wenst te nemen van een tensor met meerdere indices, neemt men de gewone afgeleide, plus een extra term co- of contravariante index, met het teken zoals in de twee uitdrukkingen hoger. Uitgeschreven:
{\displaystyle (\nabla _{c}T)^{a_{1}\ldots a_{r}}{}_{b_{1}\ldots b_{s}}={\frac {\partial }{\partial x^{c}}}T^{a_{1}\ldots a_{r}}{}_{b_{1}\ldots b_{s}}+\,\Gamma ^{a_{1}}{}_{dc}T^{da_{2}\ldots a_{r}}{}_{b_{1}\ldots b_{s}}+\ldots +\Gamma ^{a_{r}}{}_{dc}T^{a_{1}\ldots a_{r-1}d}{}_{b_{1}\ldots b_{s}}}
{\displaystyle -\,\Gamma ^{d}{}_{b_{1}c}T^{a_{1}\ldots a_{r}}{}_{db_{2}\ldots b_{s}}-\ldots -\Gamma ^{d}{}_{b_{s}c}T^{a_{1}\ldots a_{r}}{}_{b_{1}\ldots b_{s-1}d}.}

## Belangrijke tensoren
We geven bondig een overzicht van de relevante tensoren die in de relativiteitstheorie optreden. Zoals uitgelegd in de voorgaande paragraaf, is de afgeleide {\displaystyle \partial /\partial x^{\mu }=\partial _{\mu }} een covariante tensor. Hiernaast is ook de coördinaat-vector {\displaystyle x^{\mu }} een contravariante tensor:
{\displaystyle {\hat {x}}^{\mu }={\frac {\partial {\hat {x}}^{\mu }}{\partial x^{\nu }}}x^{\nu }}.
Ook de kroneckerdelta {\displaystyle \delta _{\mu }^{\nu }} is een tensor. Tot slot is er een hele reeks relevante tensoren, die men definieert aan de hand van afgeleiden van de metriek. Al deze grootheden drukken op een bepaalde manier uit hoezeer de ruimte gekromd is. (Of: afwijkt van de vlakke metriek in de Minkowski-ruimte.) Zoals hoger vermeld, definieert men eerst de Christoffelsymbolen, als volgt:
{\displaystyle \Gamma _{\beta \gamma }^{\alpha }={\frac {1}{2}}g^{\alpha \epsilon }(\partial _{\gamma }g_{\beta \epsilon }+\partial _{\beta }g_{\gamma \epsilon }-\partial _{\epsilon }g_{\beta \gamma })}.
Deze objecten zijn géén tensoren, aangezien de voorkomende afgeleiden niet covariant zijn. Vervolgens, definieert men de Riemann-tensor (wel weer een tensor dus) als volgt:
{\displaystyle R_{jkl}^{i}={\partial \Gamma _{jl}^{i} \over \partial x^{k}}-{\partial \Gamma _{jk}^{i} \over \partial x^{l}}+\Gamma _{jl}^{\mu }\Gamma _{\mu k}^{i}-\Gamma _{jk}^{\mu }\Gamma _{\mu l}^{i}}
Deze heeft dus één contravariante en drie covariante indices. Uiteraard kan men naar gewoonte indices naar boven of beneden halen. Als men in de bovenstaande uitdrukking twee indices contraheert, krijgt men de Ricci-tensor:
{\displaystyle R_{ij}={R^{k}}_{ikj}}.,
Tot slot kan men hiervan het "spoor met betrekking tot g" nemen, wat de Ricci-scalar oplevert:
{\displaystyle R=g^{ij}R_{ij}}
En uiteindelijk definieert men met al het voorgaande dan de Einstein-tensor, als volgt:
{\displaystyle G_{\mu \nu }=R_{\mu \nu }-{1 \over 2}g_{\mu \nu }R}.
Ook deze tensor geeft dus aan in welke mate de ruimte gekromd is. Volgens de Einstein-vergelijkingen (zie ook lager) is deze kromming gelijk aan de materie-inhoud van de ruimte. Dit laatste wordt uitgedrukt met de energie-momentum-tensor {\displaystyle T_{\mu \nu }}. Deze bevat ruwweg de energie-dichtheid van alle aanwezige materie en energie, zoals bijvoorbeeld elektromagnetische velden. De bijdrage van deze laatste is bijvoorbeeld gegeven door
{\displaystyle T_{\textrm {EM}}^{\mu \nu }(x)=F_{\alpha }^{\mu }F^{\nu \alpha }-{\frac {1}{4}}g^{\mu \nu }F_{\alpha \beta }F^{\alpha \beta }}
met {\displaystyle F_{\mu \nu }} de elektromagnetische veldtensor. Deze is te bekomen uit de vierpotentiaal {\displaystyle A_{\mu }}:
{\displaystyle F_{\mu \nu }=\partial _{\mu }A_{\nu }-\partial _{\nu }A_{\mu }}
Deze is dus antisymmetrisch.

## Einstein-vergelijkingen
De Einstein-vergelijkingen zijn (in natuurlijke eenheden) gegeven door
{\displaystyle G_{\mu \nu }=8\pi T_{\mu \nu }}
Beide leden zijn tensoren van covariante rang twee. Dat wil zeggen dat ze op dezelfde manier transformeren. Bijgevolg: als de bovenstaande gelijkheid opgaat in één assenstelsel, gaat ze ook op in een ander. Dit betekent dus dat verschillende waarnemers (ongeacht hun assenstelsel) het altijd eens kunnen zijn over de voorspellingen die algemene relativiteitstheorie doet. De theorie is dus echt diffeomorfisme-invariant, waarin de grote kracht van de relativiteitstheorie schuilt.

## Minkowski-ruimte
Bij de Minkowski-ruimte is {\displaystyle g_{\mu \nu }} onafhankelijk van de ruimtetijdpositie, en gelijk aan {\displaystyle \eta }. Daardoor zijn de christoffelsymbolen nul, en de riemann-tensor, de ricci-tensor en de ricci-scalar dus ook. Als deze ruimte van toepassing zou zijn zou de energie-impuls-tensor {\displaystyle T_{\mu \nu }} dus overal nul zijn.